# Призман
Призман Тетрацикло[2.2.0.02,6.03,5]гексан — химическое соединение, полициклический углеводород с формулой C6H6. Изомер бензола. Пространственное расположение атомов углерода в молекуле призмана напоминает треугольную призму. По внешнему виду — бесцветная жидкость.

## История
Немецкий химик А. Ладенбург предложил структуру призмана как структуру бензола, поэтому призман и получил второе своё название: бензол Ладенбурга. Был синтезирован в 1973 г. сотрудниками химического факультета университета г. Колумбия (штат Нью-Йорк) Томасом Кацем и Нэнси Эктон из азопроизводного бензвалена (выход 1,8 %).

## Свойства
Бесцветная жидкость, взрывоопасна. Призман устойчив при комнатной температуре. Изомеризуется в бензол (при 90 °С на 50 % за 11 часов).
Получены более стабильные замещенные производные.